# 全身型膿疱性乾癬

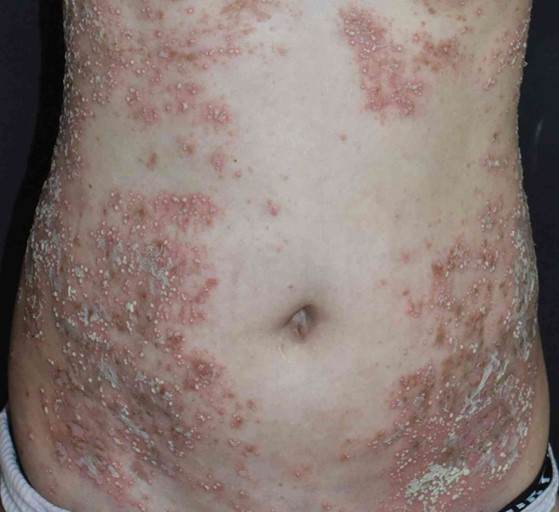
罹患全身型膿疱性乾癬者腹部

全身型膿疱性乾癬（Generalized Pustular Psoriasis , 簡稱GPP），為一種少見且嚴重的自體免疫發炎疾病，在急性發作時病程發展快速且兇猛，由於嗜中性白血球在皮膚中聚集因此形成膿包，皮膚會出現大範圍的膿疱且症狀持續長(膿疱可能超過3個月未消退)，並具有反覆發作的特性。此外，亦常伴隨疼痛、高燒、疲勞等全身性症狀，未及時治療恐引發多重器官衰竭導致敗血症等嚴重併發症，是一種具有死亡風險的皮膚重症。即便處於非急性發作期，許多病患仍受到全身型膿疱性乾癬殘留的症狀困擾，不管是搔癢、疲倦、疼痛等不適情形，都嚴重影響患者的生活和工作，患者身心倍受煎熬。
根據國外文獻資料發現，韓國、日本盛行率大約每百萬人中有122.3人及7.46人，德國、法國每百萬人有5人及1.76人。全身型膿疱性乾癬好發於40-60歲的成年人，女性發生比例較高，也會因不同地區及人種有所不同。 

## 成因
全身型膿疱性乾癬的誘發原因多元且大多無法預測，包含先天性因素，如：基因異常(IL-36)；和後天性因素，包含壓力、感染、懷孕、藥物、環境、疫苗影響，甚至感染COVID-19等都有可能誘發，可以說每個人都具有潛在發作的風險。

## 發病症狀

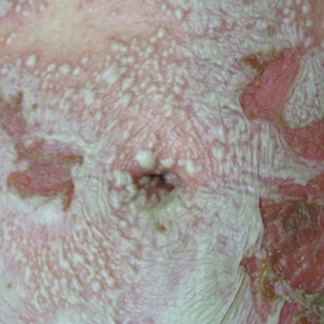
膿泡湖

其疾病急性發作典型症狀為皮膚出現大範圍的無菌、透明的膿疱，膿疱常散佈於患者全身（不限於四肢），嚴重時細小的膿疱會聚集在一起，形成「膿疱湖lake of pus」 ，這些膿疱並沒有傳染性，消退的時間可能從幾天或是持續長達至3個月 ，且有可能會復發，其症狀還包含皮膚泛紅 、皮膚脫屑 ，或伴隨發燒、疼痛、全身無力、疲倦、嚴重水腫、關節炎、葡萄膜炎及膽管炎等全身性症狀，若未及時獲得適當治療，也有可能造成敗血症、嚴重的器官衰竭有致命風險。 
全身型膿疱性乾癬急性發作的症狀嚴重，伴隨而來的併發症也危險且致命，因此，正確診斷並及早治療對於全身型膿疱性乾癬急性發作管理相當關鍵，呼籲民眾發現6大症狀：包括急發膿疱群合併皮膚症狀(紅斑、脫屑)與全身性症狀(疼痛、發燒、疲勞)，應即刻前往皮膚專科做進一步診斷與治療。

## 發病轉機
全身型膿疱性乾癬（GPP）與一般乾癬（斑塊型乾癬）病人的症狀有相似之處，如皮膚患處泛紅、脫屑，因此容易被誤認為一般乾癬病人，但值得注意的是兩者症狀最大的不同之處在於全身型膿疱性乾癬病人的皮膚會出現大範圍面積的膿疱，在全身急性發作時，病人身上的紅斑會迅速擴大且有膿疱的生成，目前研究顯示全身型膿疱性乾癬與免疫系統中的「介白素36（IL-36）」發炎途徑異常活化有關，當患者本身的IL-36RN發生基因突變，或是體內 IL-36 激素過度表現時，皆會造成身體持續發炎，這也是與一般乾癬的主要致病機轉介白素17（IL-17）及介白素23（IL-23）最大的不同。 

## 共病與併發症
患者除了有全身型膿疱性乾癬的症狀外，同時也會其他共病，如：乾癬性關節炎、高血壓、腸胃道潰傷、及肥胖等等 ，其症狀還包含皮膚泛紅 、皮膚脫屑、發燒、疼痛、全身無力、疲倦、嚴重水腫、關節炎、葡萄膜炎及膽管炎，也有可能造成敗血症、嚴重的器官衰竭（腎臟、肝臟、心臟及呼吸系統） ，有致命風險，也因膿疱關係大量減少患者身體的活動功能、活力及心理健康。

## 診斷方式

### 病人過往醫療史與用藥紀錄
全身型膿疱性乾癬典型的膿疱症狀常被當成是感染處理，種種原因導致診斷更為複雜，由於誘發的因素非常多元，因此了解患者過往病史和家族史，以及用藥紀錄等，對於醫師臨床診斷有重要的價值，可排除其他因素、疾病可能，降低誤診情形。

### 血液檢查
全身型膿疱性乾癬（GPP）患者在發作時，血液中可能含有高濃度的發炎相關數值（如：嗜中性白血球、C反應性蛋白）。

### 皮膚切片
目前皮膚切片檢查（特別是有膿疱的皮膚）是相對有鑑別的檢查，其檢查方式需將局部麻醉，並取下一小部分病灶皮膚，進行病理診斷。皮膚切片檢查在門診即可進行手術，手術時間約為15分鐘。 

## 治療

### 口服全身性治療
全身型膿疱性乾癬（GPP）的治療首要目標為快速緩解患者身上的膿疱，並降低復發風險。

### 生物製劑
過往全身型膿疱性乾癬缺乏專有治療藥物，因此，對於急性發作的控制有其侷限，可能面臨治療效果緩慢，且仍有隨時復發的風險。現有生物製劑大多是針對一般乾癬的IL-17（brodalumab） 、IL-23（guselkumab） 發炎路徑所設計。 
隨著醫界對全身型膿疱性乾癬的發作有更充分的了解，現階段已發現全身型膿疱性乾癬的關鍵致病機轉為「IL-36」發炎路徑，並依據此發炎路徑研發專用的生物製劑（spesolimab），可望更精準的阻斷發炎反應，達到快速控制急性發作的效果。對於最困擾患者的皮膚問題，根據臨床試驗顯示，超過5成患者在急性發作期使用全身型膿疱性乾癬專用生物製劑治療，首週即可完全消除膿疱症狀，亦有助於大幅減緩疼痛、提升病患生活品質，並且治療三個月後有機會維持膿疱清除達12週，可望為患者提供更有效的急性發作管理治療新選擇，幫助更快回歸正常生活，提供供全身型膿疱性乾癬（GPP）病人更多的治療選項。

## 日常照護
平時不要去抓、摳皮膚癢處，以避免造成傷口感染。日常活動的時候，為了避免皮膚過度曝曬，建議穿上透氣、寬鬆的長袖衣物防曬。另，均衡飲食與適當運動也很重要。
急性發作後，由於身上會有多處皮膚需要細心照料，通常會需要定期回診檢查皮膚復原狀況。建議睡覺前，塗抹凡士林或合適的保養品協助皮膚保溼。規律作息和睡眠也很重要，也建議患者盡早戒菸或控制飲酒量。